# Лейк-Вайлі (Південна Кароліна)
Лейк-Вайлі (англ. Lake Wylie) — переписна місцевість (CDP) в США, в окрузі Йорк штату Південна Кароліна. Населення — 13 655 осіб (2020).

## Географія
Лейк-Вайлі розташований за координатами 35°5′59″ пн. ш. 81°3′55″ зх. д. / 35.09972° пн. ш. 81.06528° зх. д. (35.099798, -81.065284).  За даними Бюро перепису населення США в 2010 році переписна місцевість мала площу 27,42 км², з яких 20,32 км² — суходіл та 7,10 км² — водойми.

## Демографія
Згідно з переписом 2010 року, у переписній місцевості мешкала 8841 особа в 3521 домогосподарстві у складі 2588 родин. Густота населення становила 322 особи/км².  Було 4037 помешкань (147/км²).
Расовий склад населення:
| - 88,7 % — білих - 7,1 % — чорних або афроамериканців - 1,4 % — азіатів - 0,3 % — корінних американців - 0,1 % — вихідців з тихоокеанських островів |

До двох чи більше рас належало 1,4 %. Частка іспаномовних становила 3,9 % від усіх жителів.
За віковим діапазоном населення розподілялося таким чином: 26,3 % — особи молодші 18 років, 59,4 % — особи у віці 18—64 років, 14,3 % — особи у віці 65 років та старші. Медіана віку мешканця становила 40,4 року. На 100 осіб жіночої статі у переписній місцевості припадало 97,3 чоловіків;  на 100 жінок у віці від 18 років та старших — 94,8 чоловіків також старших 18 років.
Середній дохід на одне домашнє господарство  становив 99 844 долари США (медіана — 76 094), а середній дохід на одну сім'ю — 107 358 доларів (медіана — 88 214). Медіана доходів становила 79 712 долари для чоловіків та 43 578 доларів для жінок. За межею бідності перебувало 3,9 % осіб, у тому числі 2,0 % дітей у віці до 18 років та 1,6 % осіб у віці 65 років та старших.
Цивільне працевлаштоване населення становило 4852 особи. Основні галузі зайнятості: освіта, охорона здоров'я та соціальна допомога — 17,5 %, фінанси, страхування та нерухомість — 14,4 %, науковці, спеціалісти, менеджери — 13,4 %.